# Paisley (motif)
Pour les articles homonymes, voir Paisley.

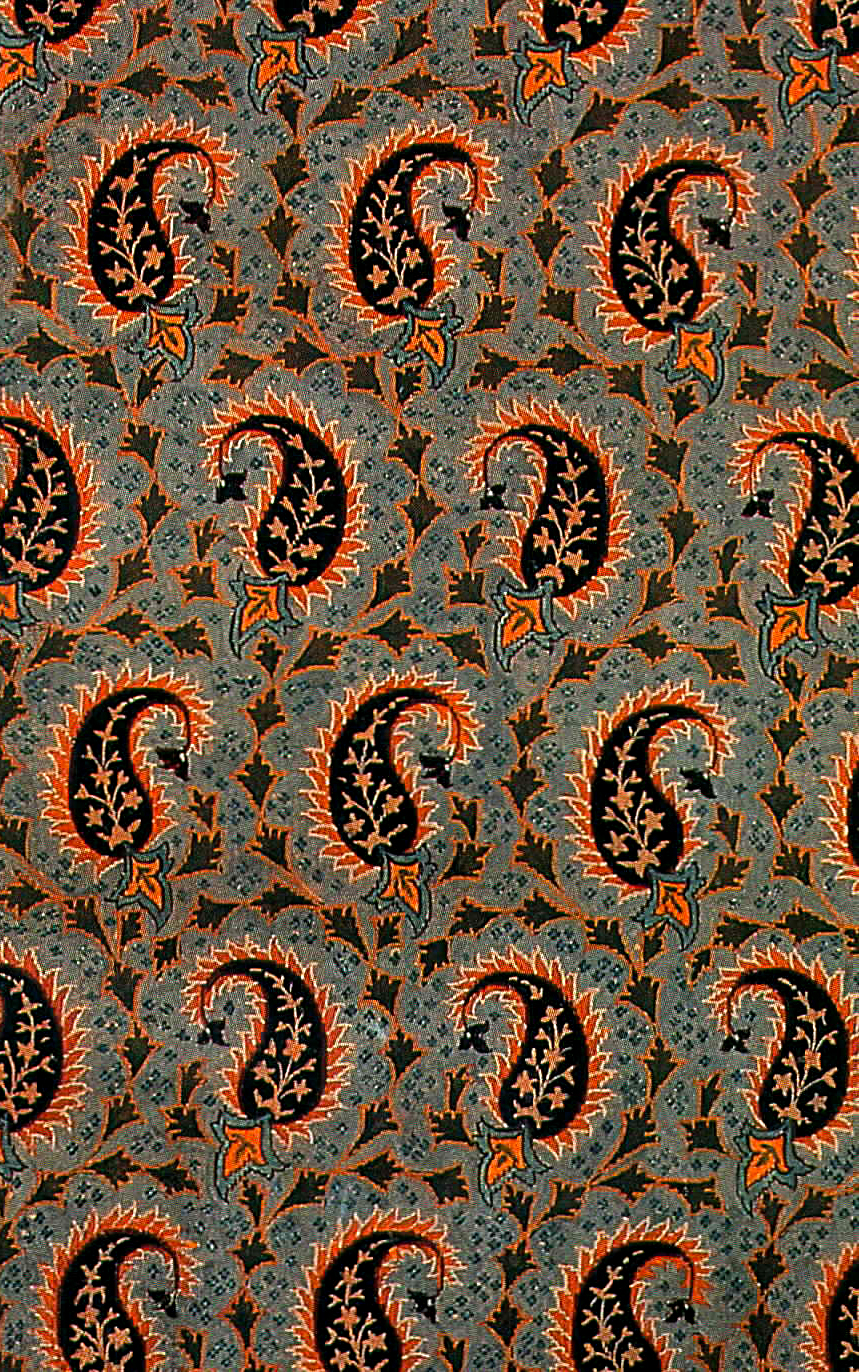
Motifs de boteh.

Les motifs paisley, boteh (du persan : بته‌جقه ; Transl. boteh jehgeh, boteh signifie buisson), également appelés motifs cachemire, sont des motifs iraniens, souvent imprimés sur les châles, cravates et mouchoirs fabriqués à partir de tissu de Perse. Le nom Paisley vient de la ville écossaise de Paisley où il était fabriqué dans les années 1960 pendant la période psychédélique.
Ce symbole représente un cyprès, symbole du mithraïsme et pourrait être lié au zoroastrisme. Il était utilisé sur les couronnes des rois, mais jamais sur des tapis. Il pourrait aussi représenter la flamme de Zoroastre. C'est un motif aujourd'hui répandu sur les tapis de toute l'aire culturelle aryenne.

## Histoire
On sait que ces motifs étaient utilisées pendant les dynasties Sassanides (224 — 651) et Safavides (1501 — 1736) d'Iran.
Devant leur grande popularité, des marchands arméniens commencèrent à Marseille la production de masse de ces « cotonnades indiennes » en 1640, en Angleterre en 1670, puis en Hollande en 1878. L'importation de ce motif fût interdite en France par décret royal, entre 1686 to 1759, en raison de la forte concurrence sur la production.

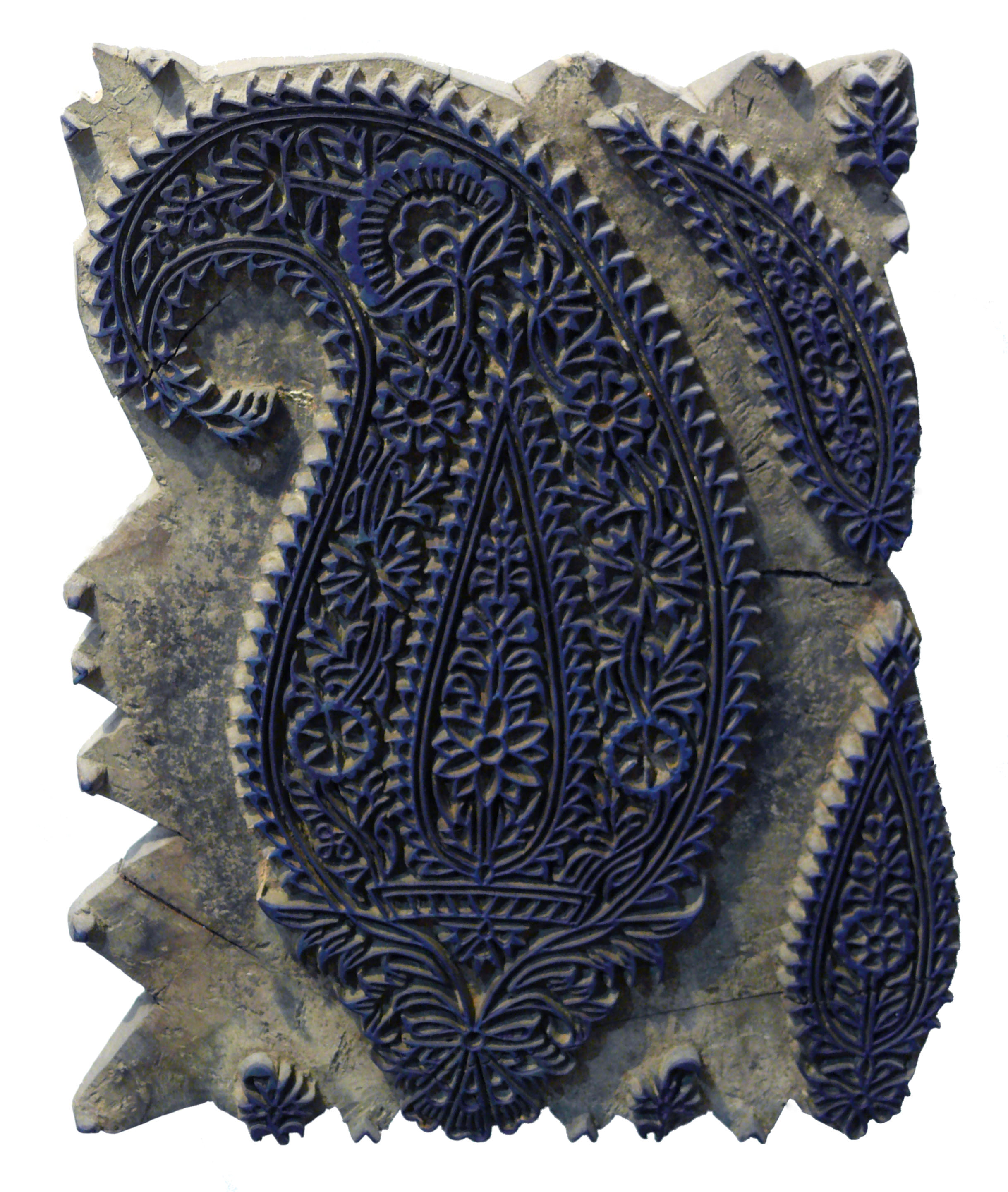
Matrice d'impression textile du motif provenant d'Isfahan, en Iran.
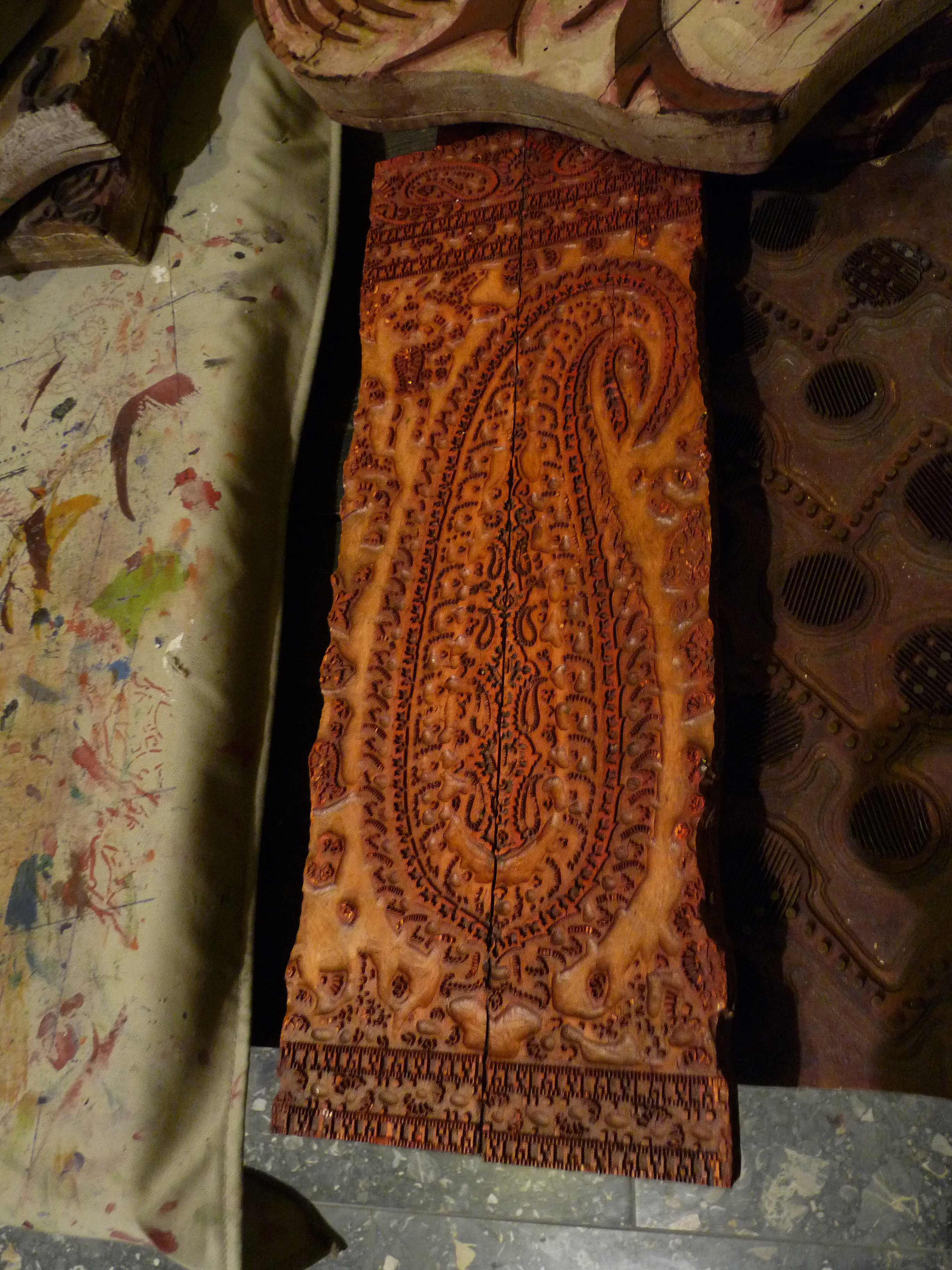
Matrice d'impression d'un boteh du XVIIe siècle au musée de l'impression de Mulhouse
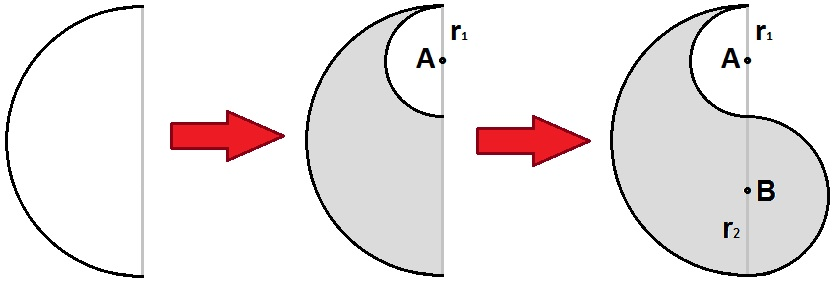
Principe de construction d'un boteh.
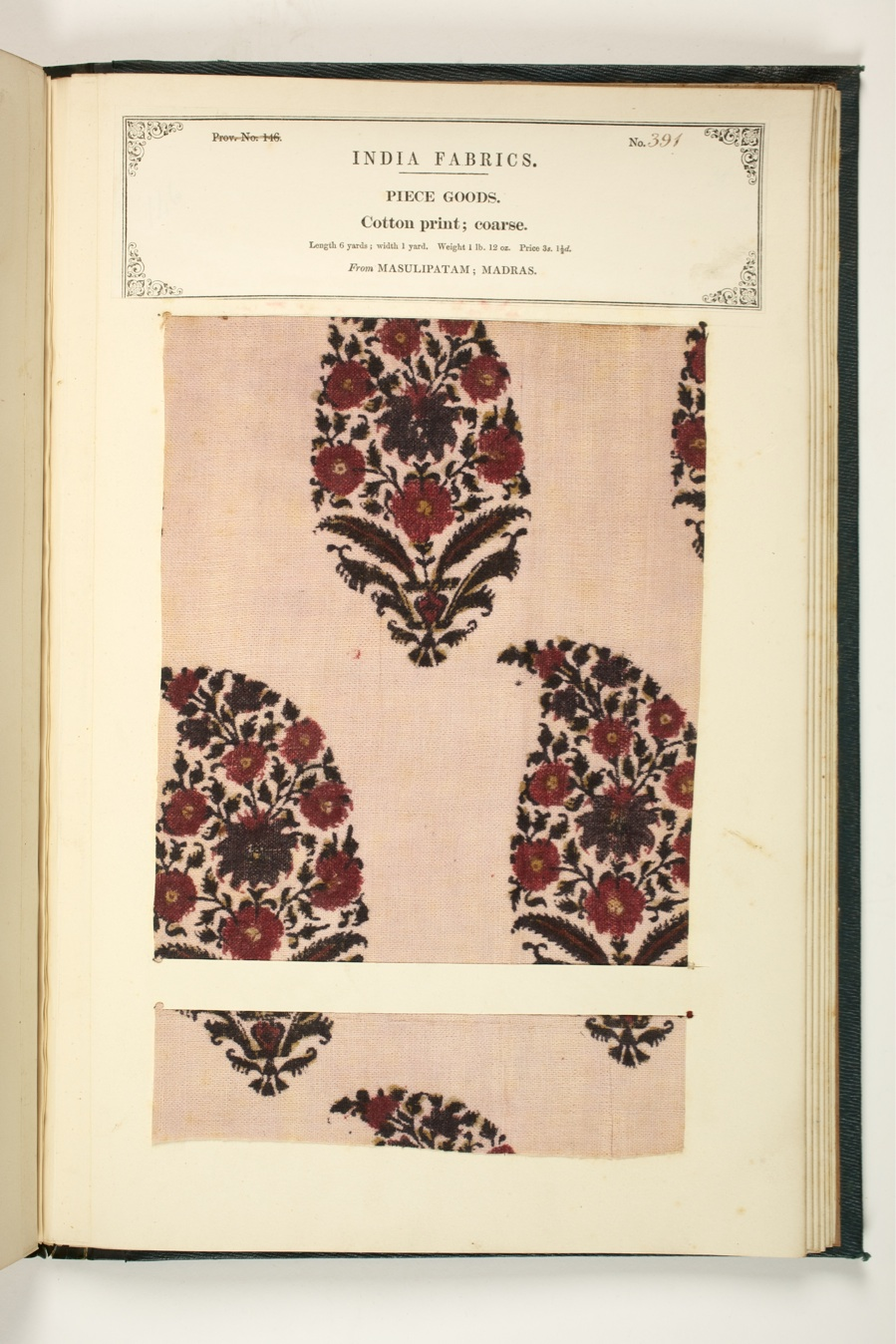
Motifs répétés de fleurs dans un boteh, notés en Inde en 1866.
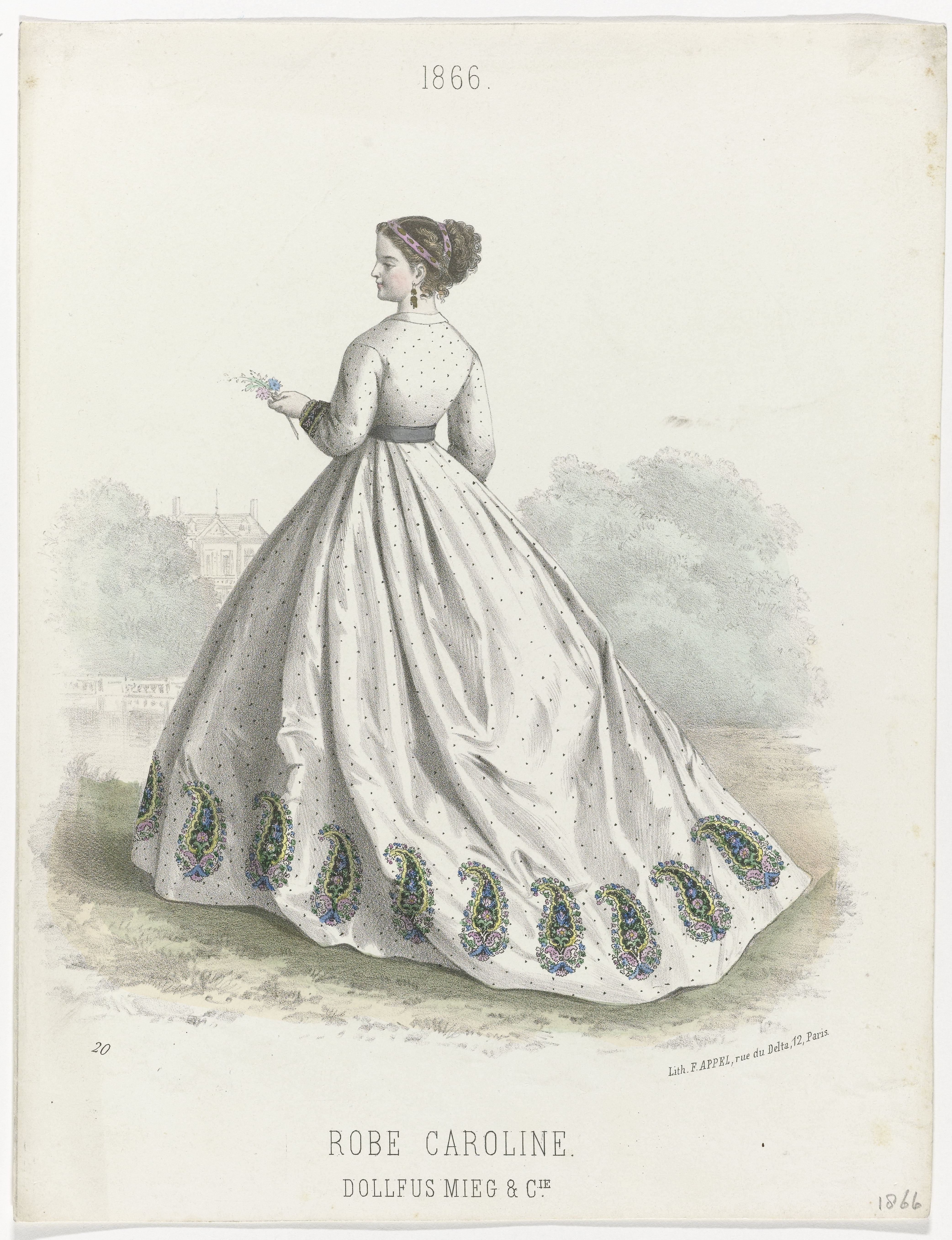
Robe comportant des boteh en 1866, imprimé à Paris.

### Époque contemporaine
Le paisley est identifié au style psychédélique au milieu et à la fin des années 1960. L'influence du groupe britannique The Beatles est particulièrement importante et, par conséquent, ce style est devenu particulièrement populaire en 1967 pendant le Summer of Love. La société Fender a créé une version rose paisley de leur guitare Telecaster en collant du papier peint paisley sur le corps des guitares. Prince a rendu hommage au paisley dans l'histoire du rock and roll quand il a créé le label d'enregistrement Paisley Park Records ainsi que les studios Paisley Park, tous deux nommés après sa chanson de 1985 Paisley Park.
Le paisley est également un élément de design favori de l'architecte anglo-indien Laurie Baker qui a réalisé de nombreux dessins et collages de ce qu'il a appelé « les dessins de mangues ». Il avait l'habitude d'inclure cette forme dans les bâtiments qu'il concevait.

## Galerie d'images

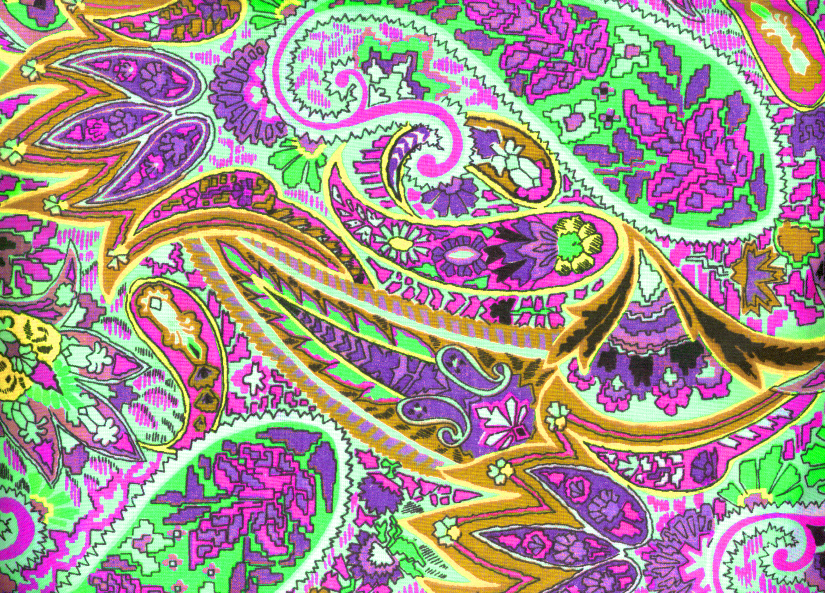
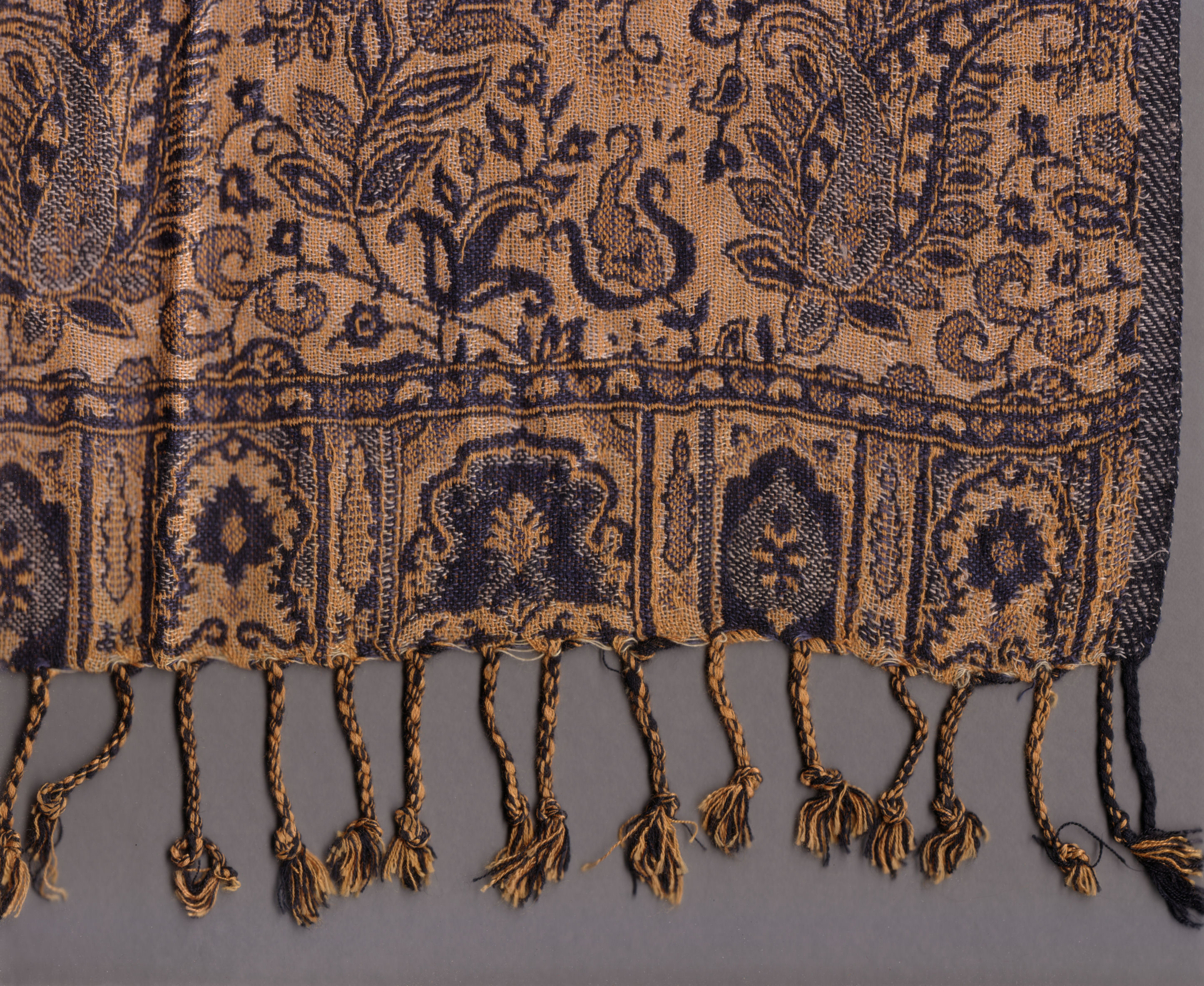

## Voir également
- vêtements en Inde